# Slavonski med
Slavonski med autohtoni je hrvatski prehrambeni proizvod zaštićen oznakom zemljopisnog podrijetla na razini Europske unije.
Poječe sa sjeveroistoka Hrvatske, gdje prirodno raste mnogo bilja od kojeg nastaje mješavina tzv. slavonskog meda. Riječ je o različitim biljkama - suncokretu, lipi, kestenu, livadskom divljem cvijeću i uljanoj repici. Med proizvode autohtone slavonske pčele koje su sive i malene.
Krajem 2016. zaštićen je na nacionalnoj (hrvatskoj) razini, a početkom 2018. na razini Europske unije.
Slavonski med proizvodi se neprekidno od 80-ih godina 19. stoljeća na prostoru pet hrvatskih županija: Vukovarsko-srijemske, Osječko-baranjske, Požeško-slavonske, Brodsko-posavske i Virovitičko-podravske županije.